# Rodica Mateescu
Rodica Petrescu-Mateescu, romunska atletinja, * 13. marec 1971, Bukarešta, Romunija.
Nastopila je na poletnih olimpijskih igrah leta 1996, kjer je osvojila sedmo mesto v troskoku. Na svetovnih prvenstvih je osvojila srebrno medaljo v isti disciplini leta 1997.